# ユメディア号こども塾
『ユメディア号こども塾』（ユメディアごうこどもじゅく）は、1995年4月8日から1998年4月4日までNHK教育テレビジョンで放送されていた子供向けの教育番組である。放送時間は毎週土曜日 10:00 - 10:30 （日本標準時）。

## 概要
子供たちに様々な物事を体験してもらうために日本各地を回り、特別講師を招いての課外授業を行っていた番組。授業は、ステージを備えた3台の大型車「キッズTVユメディア号」を使って行っていた。授業の模様が放送されるのは番組後半に入ってからであり、前半ではアニメキャラクターのビットとハルカによるトークやクイズが行われていた。
神奈川県横浜市にある放送ライブラリーには、番組初回の記録映像が保存されている。

## 出演者

### レギュラー
- ビット（声：長島雄一）[1]
  - 男の子のキャラクター。物知りで常に丁寧な口調で話し、ハルカの事を「ハルカさん」と呼ぶ。時折ハルカにツッコミを入れることもある。
- ハルカ（声：松井菜桜子）[1]
  - 女の子のキャラクター。明るく活発な性格。
- フォークダンスDE成子坂[1][4]
  - 課外授業コーナーの司会を務めていた。

### 準レギュラー
いずれも課外授業コーナーのアシスタントとして出演。
- ちはる（1995年度）[4]
- 武内由紀子（1995年度 - 1996年度）
- 早坂好恵（1995年度）
- 羽田恵理香（1995年 - 1997年度）
- 佐藤愛子（1995年度 - 1996年度）
- 島崎和歌子（1995年 - 1997年度）
- 斉藤満喜子（1995年 - 1997年度）
- 笹峰愛（1996年度）
- 新田恵利（1997年度）
- 神崎恵（1997年度）

## スタッフ
- 制作 - 竹内冬郎[4]、筒井美佐[4]
- 効果 - 加藤直正[4]